# Blue (album Joni Mitchell)
Blue – czwarty studyjny album kanadyjskiej piosenkarki folkowej Joni Mitchell. Napisany i wyprodukowany w całości przez Mitchell, został nagrany w 1971 w A&M Studios w Los Angeles . Album osiągnął 3. miejsce na UK Albums Chart, 9. miejsce na Billboard Canadian Albums i 15. miejsce na Billboard 200. 
Dziś płyta jest uważana przez krytyków muzycznych za jeden z najlepszych albumów wszech czasów. Płyta znajduje się na wielu listach grupujących zestawienia „Best Albums of All Time”, m.in.: w 2000 „The New York Times” wybrał Blue jednym z 25 albumów reprezentujących „punkty zwrotne i szczyty w XX-wiecznej muzyce popularnej”, w 2020 „Rolling Stone” umieściło album na trzecim miejscu na liście największych albumów wszech czasów, w lipcu 2017 National Public Radio wybrało Blue najlepszym albumem wszech czasów stworzonym przez kobietę.

## Historia
Wiosną 1970 Mitchell przestała koncertować i wyjechała na wakacje do Europy. Pierwsze piosenki napisała przebywając na Krecie. Inspiracją dla niektórych utworów były związki uczuciowe piosenkarki z Grahamem Nashem i Jamesem Taylorem .
W 1973 szkocki rockowy zespół Nazareth przerobił piosenkę „This Flight Tonight” na wersję hardrockową. Piosenka, wyprodukowana przez Rogera Glovera z Deep Purple, stała się przebojem w wielu krajach.

## Lista utworów

### Strona A
1. „All I Want” – 3:34
2. „My Old Man” – 3:34
3. „Little Green” – 3:27
4. „Carey” – 3:02
5. „Blue” – 3:05

### Strona B
1. „California” – 3:51
2. „This Flight Tonight” – 2:51
3. „River” – 4:04
4. „A Case of You” – 4:22
5. „The Last Time I Saw Richard” – 4:15

Źródło  

## Twórcy
- Joni Mitchell – wokal, gitara, fortepian, cymbały appallachijskie oraz słowa, muzyka i produkcja
- James Taylor – gitara
- Russ Kunkel – perkusja
- Stephen Stills – gitara basowa, gitara
- Pete Kleinow – elektryczna gitara hawajska

oraz
- Henry Lewy – inżynier
- Gary Burden – okładka
- Tim Considine – zdjęcia na okładce

Źródło  